# Flughafen Genua

i7
i11
i13
Der Flughafen Genua (italienisch Aeroporto di Genova-Sestri “Cristoforo Colombo”; IATA-Code: GOA, ICAO-Code: LIMJ) ist ein italienischer Flughafen in Genua.
Er ist der wichtigste Flughafen Liguriens und nach dem Entdecker Christoph Kolumbus benannt.

## Anfahrt
Auto: Der Flughafen liegt 7 km westlich der Stadtmitte im Stadtteil Sestri Ponente.
Bus: Der AMT 100 Volabus verkehrt ab Piazza Verdi (Bahnhof Genova Piazza Principe) zum Flughafen (stündlich). Vom Bahnhof Genova Sestri Ponente Aeroporto fährt die Linie I24 alle 40 Minuten zum Flughafen.

## Geschichte
Der Beginn der Luftfahrt in Genua ist eng verbunden mit den Firmen Ansaldo und Piaggio. Während des Ersten Weltkriegs produzierte die heutige Piaggio Aerospace in Sestri Ponente in Lizenz Flugzeugteile, 1923 begann man mit dem Bau eigener Flugzeuge. Es wurden auch Flugboote hergestellt. Diese spielten im aufkommenden zivilen Linienverkehr Italiens bald eine bedeutende Rolle. Im Januar 1925 entstand in Genua die Fluggesellschaft SANA (Società Anonima Navigazione Aerea), die mit ihren Flugbooten ab 1926 vom großen Hafen der Stadt aus verschiedene Ziele im Mittelmeerraum anflog. Ab 1929 nutzte die britische Imperial Airways den Hafen als Zwischenstopp auf der Strecke zwischen London und Karatschi. Nach dem Zweiten Weltkrieg beschloss man, im Hafenbecken eine künstliche Halbinsel zu schaffen und dort einen Verkehrsflughafen für die Stadt zu bauen. Die Arbeiten begannen 1954, die Einweihung erfolgte 1962. Die Start- und Landebahn war zunächst rund 2300 Meter lang, daneben gab es einfache Abfertigungseinrichtungen. Mit der Fertigstellung des neuen Terminals im Jahr 1986 übernahm Genua auch die Rolle eines Ausweichflughafens für einige in der norditalienischen Poebene gelegene Flughäfen, die wegen Nebel oft geschlossen werden mussten.

## Besonderheiten und Informationen für Piloten
Aus Lärmschutzgründen wird die RWY 28 für Landungen und Starts bevorzugt. Im Norden, Westen (Ligurische Alpen) und Osten (Apennin) ist der Platz von größeren Bodenerhebungen umgeben, während im Süden das Ligurische Meer liegt. Am Platz, nördlich der Landeschwelle RWY 10, steht das Sestri-VOR (108,6 MHz). Das ILS für die RWY 28 (109,3 MHz) erlaubt Anflüge der Kategorie CAT I. Der Instrumentenanflug auf die RWY 28 beginnt am Initial Approach Fix (IAF) Camogli-NDB (389 kHz). Das NDB steht ca. 15 NM von der Landeschwelle RWY 28 in Verlängerung der Anfluglinie. Die Standardabflugrouten (SIDs) führen zuerst nach Süden aufs Meer, um Höhe zu gewinnen.

## Zwischenfälle
- Am 25. Februar 1999 verunglückte eine Dornier 328-110 (D-CPRR). Die Maschine der Minerva Airlines, die für Alitalia betrieben wurde, schoss bei der Landung auf dem Flughafen Genua über das Ende der Landebahn hinaus, unter anderem, weil sie mit unzulässig starkem Rückenwind gelandet und viel zu spät aufgesetzt wurde. Vier Personen kamen ums Leben (siehe auch Alitalia-Flug 1553).[3]